# Plan Barre
El plan Barre fue el plan de integración económica adoptado por la Comunidad Europea, antecesora de la actual Unión Europea.

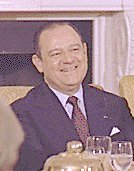
Raymond Barre.

## Historia
Raymond Barre fue designado vicepresidente de la Comisión Europea en 1967 por el presidente de Francia, Charles de Gaulle, permaneciendo en ese puesto hasta 1972. Como Comisario responsable de los Asuntos Económicos y Financieros, Barre elaboró el plan que lleva su nombre y lo presentó durante la Cumbre de La Haya de 1969. Al año siguiente, su plan fue adoptado por el Consejo de los Ministros pero no fue aplicado plenamente de forma inmediata.

## Contenido
Este plan establecía tres etapas de integración gradual, basados en la unión monetaria, la unión fiscal, lograda con el establecimiento del impuesto sobre el valor añadido (IVA), y la formulación de una política presupuestaria y social común.
En cuanto a la unidad política, la comunidad adoptó en 1975 el informe Vedel sobre el Parlamento Europeo; se estableció un reparto proporcional de escaños para los países miembros y la elección directa por los ciudadanos, que no formarían grupos nacionales, sino ideológicos. El primer parlamento se eligió en 1979.
La Unión Económica y Monetaria era la tercera fase, y entró en vigor en 1999. Para pasar a esta fase los Estados debían cumplir los requisitos de estabilidad de precios y estabilidad monetaria, y establecer límites al déficit presupuestario público, la deuda pública y el tipo de interés.